# Ma Yansong
Ma Yansong (Pequim, 1975) é um arquitecto chinês e fundador da MAD Architects . É professor adjunto na Escola de Arquitetura da Universidade de Tsinghua e professor visitante na Universidade de Engenharia Civil e Arquitetura de Pequim.

## Primeiros anos
Ma Yansong nasceu em Pequim em 1975. Formou-se na Universidade de Engenharia Civil e Arquitetura de Pequim e possui um mestrado em Arquitetura pela Universidade de Yale . Atualmente, é professor na Universidade de Engenharia Civil e Arquitetura de Pequim. Durante seu mestrado em Yale, recebeu atenção pela primeira vez com o seu projeto "Floating Islands". Fundou a MAD Architects em 2004.

## Filosofia de design: Cidade de Shanshui
O famoso cientista chinês Qian Xuesen propôs o conceito de "Cidade de Shanshui" na década de 1980. Tendo em vista a emergente construção de cimento em larga escala, ele apresentou um novo modelo de desenvolvimento urbano baseado no espírito chinês Shanshui, que pretendia permitir que as pessoas "ficassem fora da natureza e voltassem à natureza". No entanto, esse conceito urbano, idealista, não foi colocado em prática. Como a maior base de manufatura do mundo, um grande número de "cidades-prateleiras" sem alma surgiu na China contemporânea devido à falta de espírito cultural. Qian Xuesen apontou que a adoração do poder e do capital nas cidades modernas leva à maximização e ao utilitarismo. "Os edifícios nas cidades se não devem tornar máquinas vivas. Mesmo a tecnologia e as ferramentas mais poderosas nunca podem dotar a cidade de uma alma." Para Ma Yansong, Shanshui não se refere apenas à natureza; é também a resposta emocional do indivíduo ao mundo circundante. "Cidade de Shanshui" é uma combinação de densidade urbana, funcionalidade e concepção artística da paisagem natural. O objetivo é compor uma cidade futura que leva o espírito humano e a emoção aos seus imos.